# Eumandya
Eumandya is een geslacht van inktvissen uit de familie van de Sepiolidae.

## Soorten
- Eumandya pardalota (Reid, 2011)
- Eumandya parva (Sasaki, 1914)
- Eumandya phenax (Voss, 1962)